# Roger Barton
Roger Barton (nascido em 1 de julho de 1965, em Los Angeles) é um editor de filmes americano. Ele já trabalhou em dezenas de filmes de Hollywood, incluindo Titanic, Armageddon e Star Wars: Episódio III - A Vingança dos Sith. Ele tem um filho, Aidan Barton, que apareceu no último filme como o bebês Luke Skywalker e Princesa Leia.

## Filmes editados
| Ano  | Filme                                        | Diretor          | Notas                                           |
| ---- | -------------------------------------------- | ---------------- | ----------------------------------------------- |
| 1997 | Titanic                                      | James Cameron    | Editor Associado                                |
| 1997 | That Darn Cat                                | Bob Spiers       |                                                 |
| 1998 | Armageddon                                   | Michael Bay      | Editor Associado                                |
| 1999 | Detroit Rock City                            | Adam Rifkin      |                                                 |
| 2000 | Gone in 60 Seconds                           | Dominic Sena     |                                                 |
| 2001 | Pearl Harbor                                 | Michael Bay      |                                                 |
| 2002 | Ghost Ship                                   | Steve Beck       |                                                 |
| 2003 | Bad Boys II                                  | Michael Bay      |                                                 |
| 2005 | The Island                                   | Michael Bay      |                                                 |
| 2005 | The Amityville Horror                        | Andrew Douglas   |                                                 |
| 2005 | Star Wars: Episode III – Revenge of the Sith | George Lucas     | Seu filho encarna a versão bebê de Luke e Leia. |
| 2005 | Get Rich or Die Tryin'                       | Jim Sheridan     |                                                 |
| 2006 | Eragon                                       | Stefen Fangmeier |                                                 |
| 2008 | Speed Racer                                  | Os Wachowskis    |                                                 |
| 2009 | Transformers: Revenge of the Fallen          | Michael Bay      |                                                 |
| 2010 | The A-Team                                   | Joe Carnahan     |                                                 |
| 2011 | Transformers: Dark of the Moon               | Michael Bay      |                                                 |
| 2012 | The Grey                                     | Joe Carnahan     |                                                 |
| 2013 | G.I. Joe: Retaliation                        | Jon M. Chu       |                                                 |
| 2013 | World War Z                                  | Marc Forster     |                                                 |
| 2014 | Transformers: Age of Extinction              | Michael Bay      |                                                 |
| 2015 | Terminator Genisys                           | Alan Taylor      |                                                 |